# Seznam kolumbijskih tenisačev
Seznam kolumbijskih tenisačev.

## A
- Emiliana Arango

## B
- Nicolás Barrientos

## C
- Juan Sebastián Cabal
- Catalina Castaño
- Karen Castiblanco

## D
- Mariana Duque-Mariño

## F
- Alejandro Falla
- Robert Farah
- María-Isabel Fernández

## G
- Daniel Elahi Galán
- Santiago Giraldo

## H
- Mauricio Hadad
- María Fernanda Herazo

## L
- Yuliana Lizarazo

## M
- Robert Farah Maksoud
- Iván Molina

## O
- Camila Osorio

## P
- María Paulina Pérez
- Paula Andrea Pérez
- Jessica Plazas

## S
- María Camila Osorio Serrano
- Eduardo Struvay

## T
- Miguel Tobón

## Z
- Fabiola Zuluaga